# Hradčanská (stanice metra)
Hradčanská (zkratka HR) je stanice metra na trase A v Praze, konkrétně na úseku I.A. Byla otevřena 12. srpna 1978. Její projektový název byl Obránců Míru, podle tehdejšího jména ulice Milady Horákové. Existovala i varianta názvu Dejvická. Do budoucna je uvažován název Nádraží Dejvice.[zdroj⁠?!]

## Charakteristika stanice

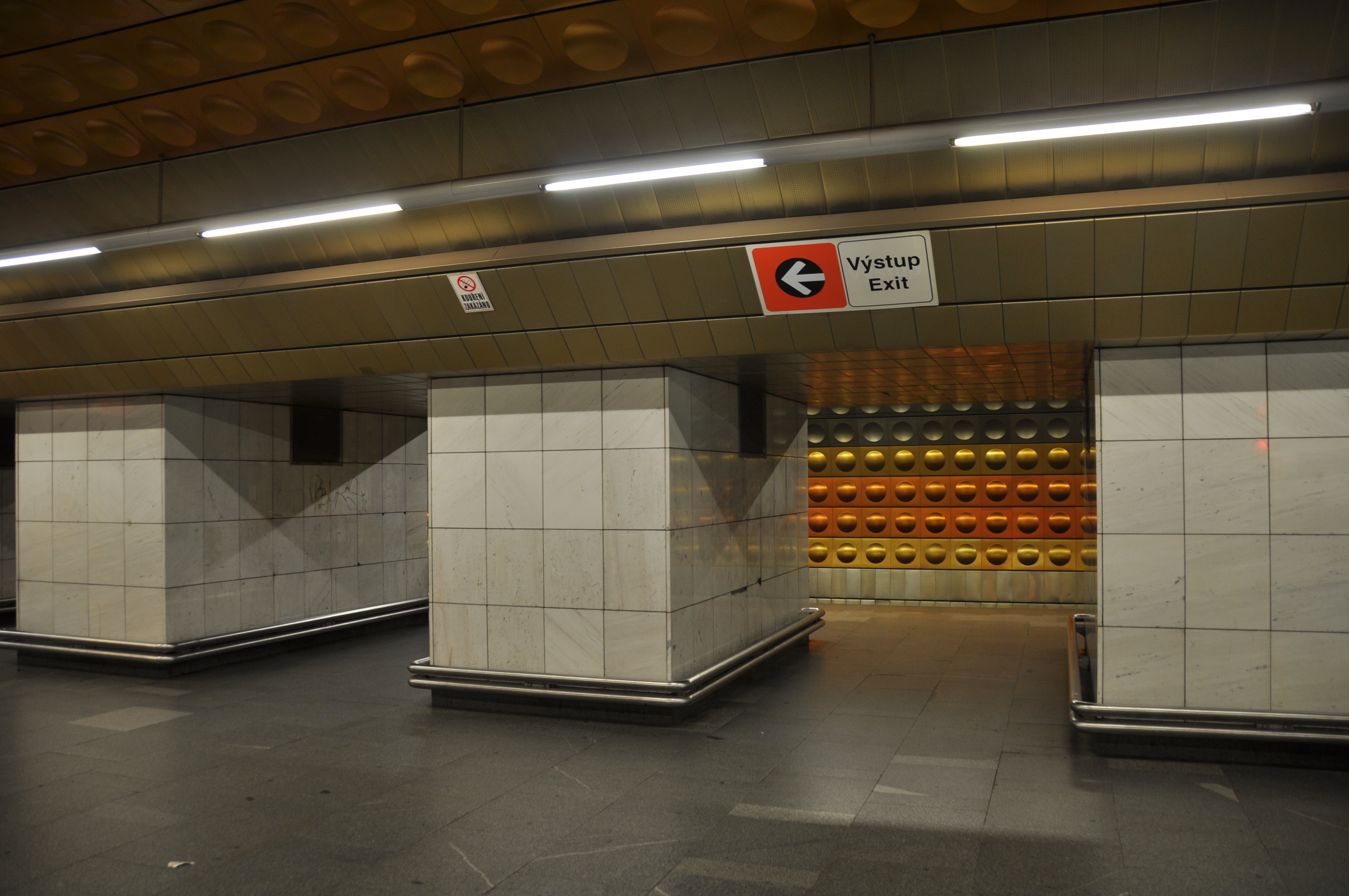
Stanice Hradčanská

Hradčanská je ražená, trojlodní stanice se zkrácenou střední lodí s devíti páry prostupů na nástupiště, které je 43 m pod povrchem.
Z Hradčanské vede jeden výstup po eskalátorovém tunelu s tříramennými hlubinnými eskalátory k stejnojmenné tramvajové zastávce a stanovišti autobusů; možný je i přestup na nádraží Praha-Dejvice. Vestibul, který se rozprostírá pod tramvajovou zastávkou a do kterého eskalátorový tunel vstupuje přímo veprostřed je vyložen opukou s reliéfní výzdobou. Stanice samotná je pak v prostoru nástupiště obložená hliníkovými eloxovanými výlisky oranžové barvy, které plynule přecházejí do barvy zlatavé Champagne, typické pro celý úsek I.A. Výstavba Hradčanské v letech 1973–1978 stála 369 milionů Kčs.
Konstrukce stanice umožňuje dostavbu dalšího vestibulu, směřujícího zhruba k ulici Dejvická (podle plánu z roku 1987 měl být vystavěn někdy v roce 1992). Tento projekt sice byl po roce 1989 zrušen, s vybudováním druhého výstupu se však začalo uvažovat i opět poté, co se začal zvažovat systém rychlodráhy na pražské letiště. Právě Hradčanská by totiž mohla být významným přestupním bodem mezi oběma druhy dopravy.

## Výzdoba

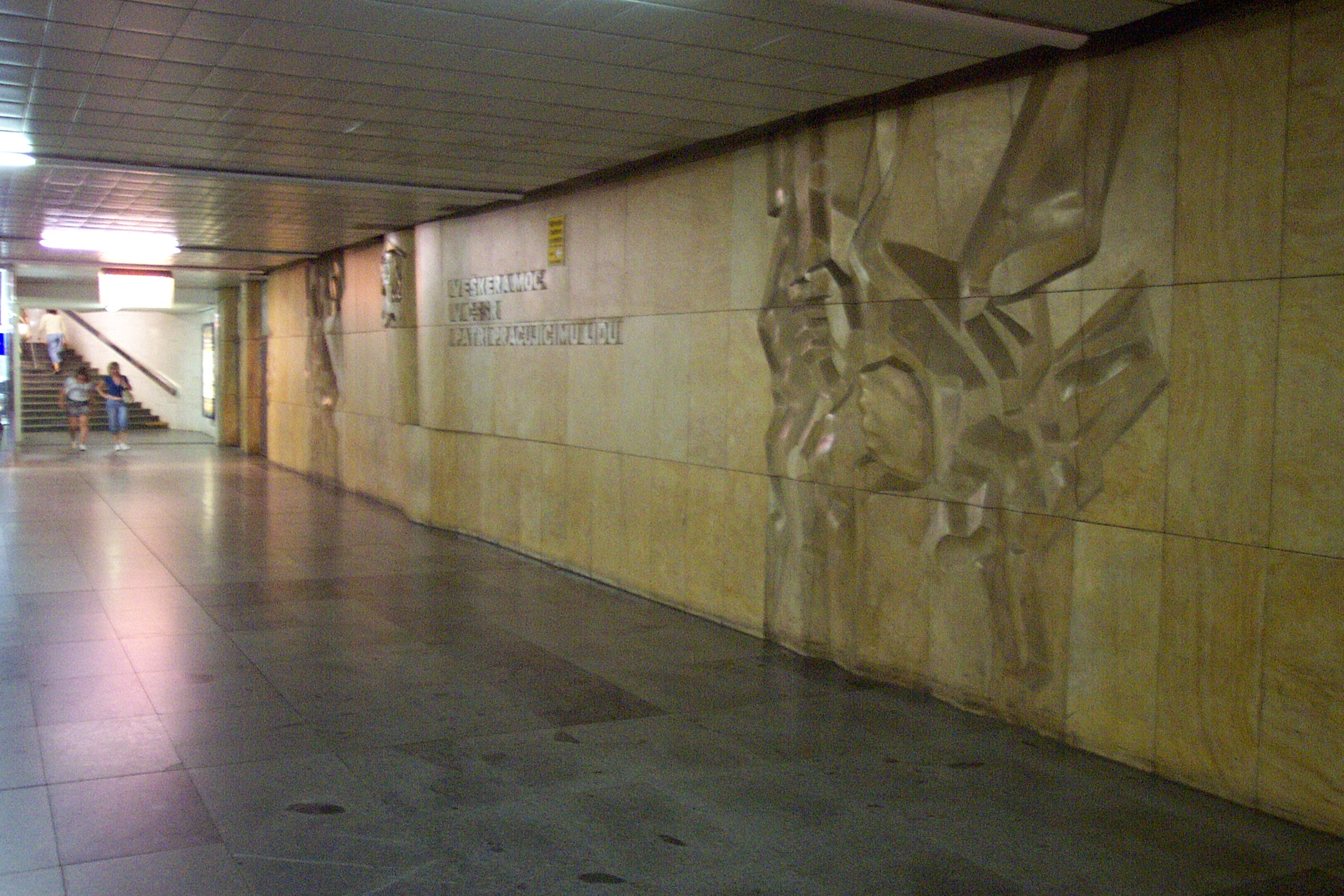
Reliéfní stěna s novější tematikou

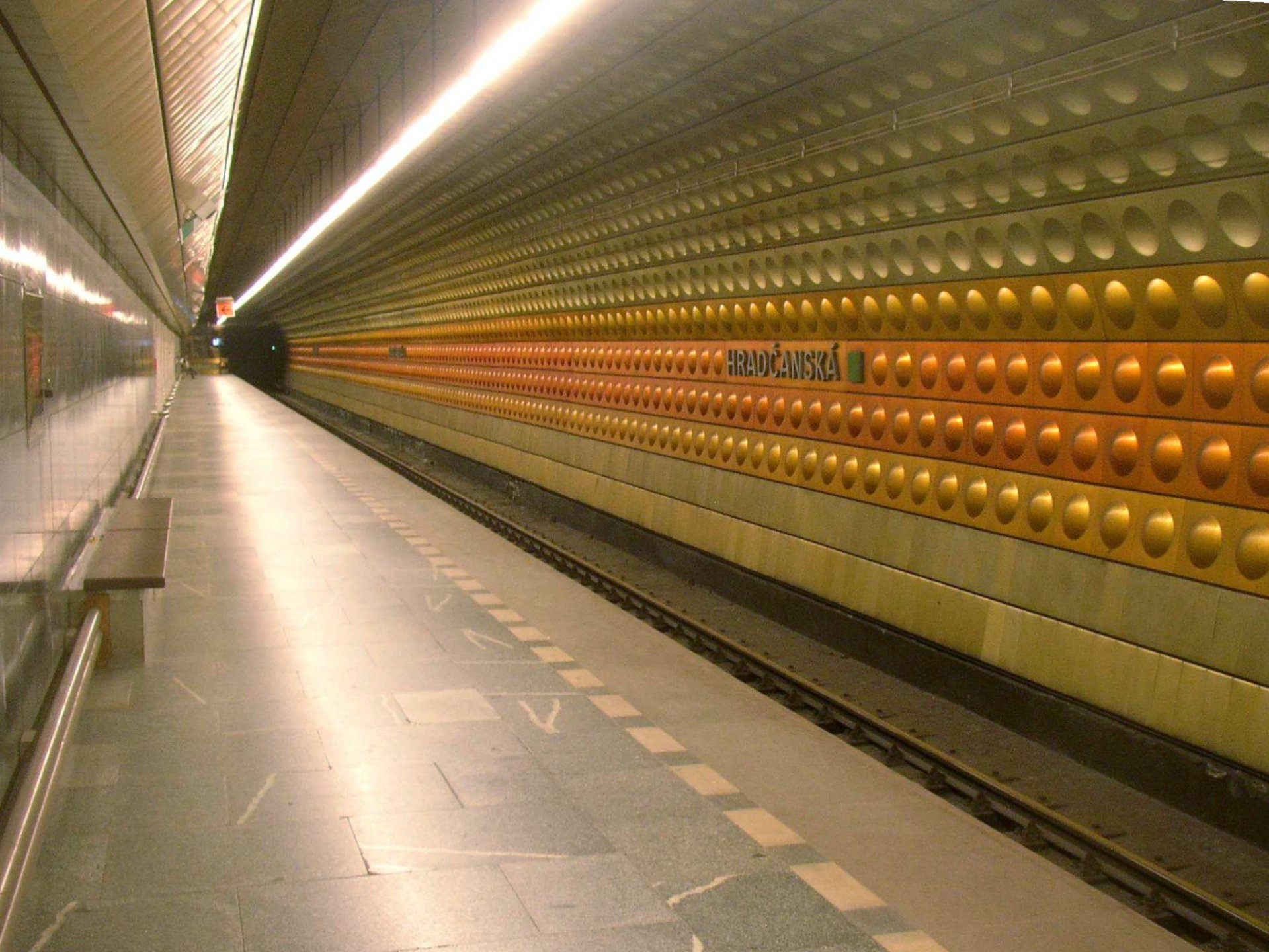
Stanice Hradčanská

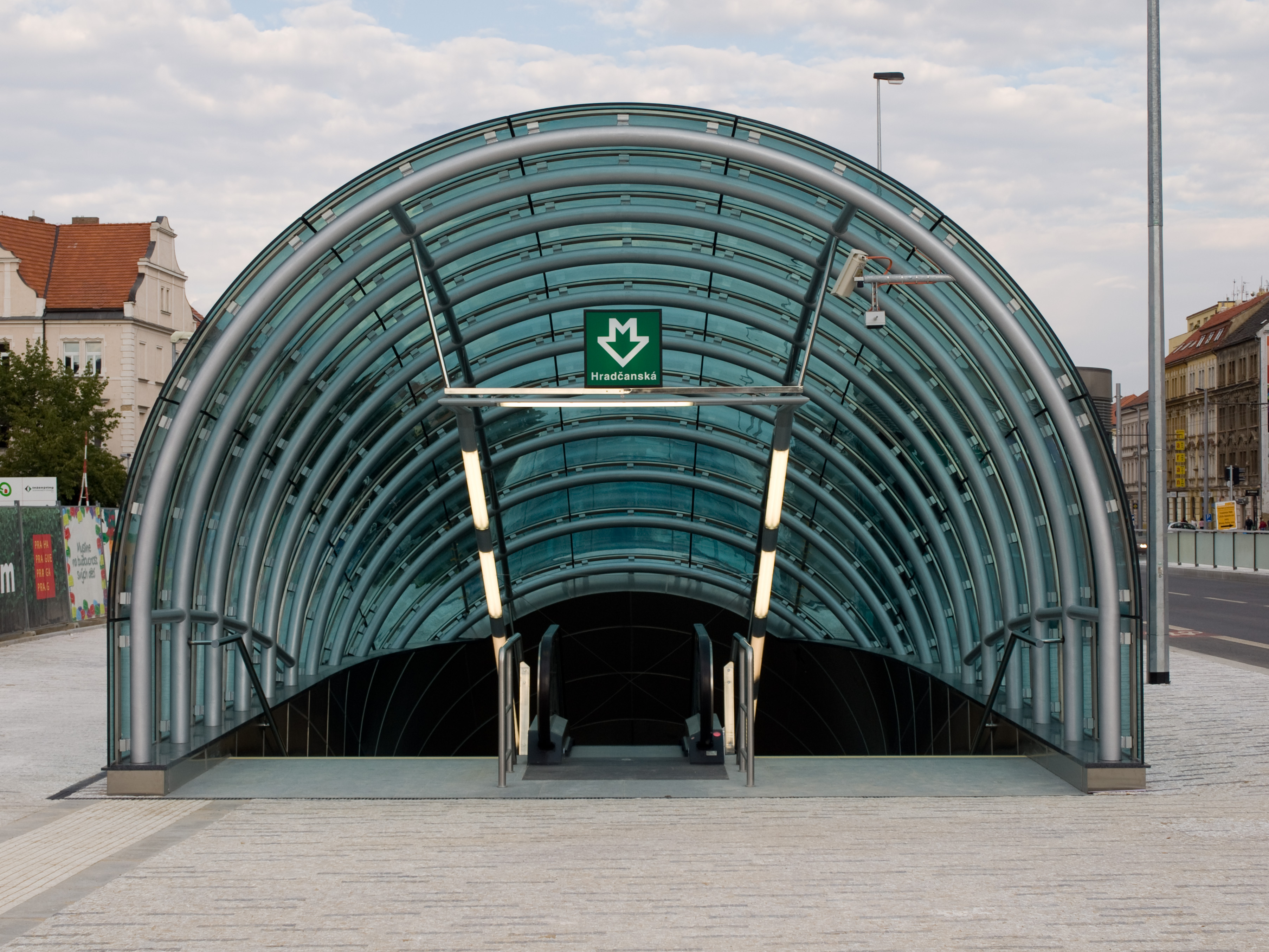
Nový výstup ze stanice na povrch

Vestibul je obložen žlutou opukou, která je vyzdobena reliéfními výjevy z dějin českého státu. Autory výzdoby byli Petr Honzátko, Slavoj Nejdl a Jiří Prádler. Jedna stěna byla tematicky věnována korunovaci Vratislava II. prvním českým králem, zde byl reliéf zobrazující iniciálu z Kodexu vyšehradského, rok korunovace římskými číslicemi „MLXXXV“ (1085), latinský nápis „In die ordinationis regis“ (V den korunování krále) a historický erb s českým lvem. V této stěně s Nejdlovým reliéfem byla umístěna i kamenná větrací mříž od Prádlera s reliéfem koruny. Další stěna byla věnována novějším dějinám, byl zde vyobrazen český lev z nového znaku na pavéze, nápis „Veškerá moc v ČSSR patří pracujícímu lidu“ a spletence rukou v revolučním gestu.